# Ausländer
"Ausländer" (traducido del alemán "Extranjero") es una canción de la banda alemana de Metal industrial Rammstein. Fue publicado como el tercer sencillo del  séptimo álbum de estudio sin título de la banda en forma de vídeo musical el 28 de mayo de 2019 y físicamente el 31 de mayo. Alcanzó la segunda posición en Alemania y se posicionó entre los cuarenta más escuchados en Austria y Suiza.
El vídeo fue publicado a través de la plataforma en línea YouTube el 28 de mayo de 2019 a las 19:00 CET siguiendo un preestreno de quince segundos del vídeo del día anterior. El vídeo estuvo dirigido por Jörn Heitmann.